# عزم (رياضيات)
ينشأ مفهوم العزم في الرياضيات من مفهوم العزم في الفيزياء، ويمكن إعطاء العزم النوني (العزم من الرتبة نون) لدالة حقيقية (ذات قيم حقيقية) تابعة لمتغير حقيقي بالعلاقة :
{\displaystyle \mu '_{n}=\int _{-\infty }^{\infty }x^{n}\,f(x)\,dx.}